# Бондарна вулиця (Житомир)
Бондарна вулиця — вулиця в Богунському районі міста Житомира.

## Розташування
Знаходиться на Богунії. Бере початок від проспекту Миру і завершується на вулиці Зеленій.

## Історія
Частина вулиці до перехрестя з вулицею Митрополита Андрея Шептицького являє собою збережений відрізок дороги, що з кінця ХІХ століття пролягала вглиб Врангелівських дач від Новоград-Волинського шосе (нині проспект Миру). У 1956 році вулиця продовжена до з'єднання з Зеленою вулицею. Садиби обабіч вулиці формувалися на місці дачних ділянок Врангелівського дачного масиву переважно у 1950-х — 1960-х роках. Станом на 1968 рік вулиця та її забудова сформовані.